# Robert Consani
Robert Consani est un coureur automobile français, essentiellement de rallye, né le 27 août 1982 à Aix-en-Provence.

## Biographie
Sa carrière en compétition automobile débute en 2010, sur Renault Clio R3 rallye (Vins du Gard).
En 2017, après sept saisons de pur rallye, il conduit désormais sur voiture de Grand Tourisme en Championnat de France FFSA avec une Ginetta G55 GT4 de l'écurie Speed Car (associé à Benjamin Lariche): 4 podiums pour le binome en 6 courses pour la saison 2017, à Pau, Dijon et Nogaro.

## Palmarès

### Titres
- Coupe des voitures de Production de l'Intercontinental Rally Challenge en 2012 (Renault Mégane RS);
  - Vice-champion de France FFSA GT 2017 (écurie Speed Car / AT Events);
  - 2e catégorie deux roues motrices du championnat Intercontinental Rally Challenge en 2012 (Renault Mégane RS et Renault Clio R3);
  - 4e du Championnat d'Europe des rallyes en 2015 (Citroën DS3 R5 et Peugeot 207 S2000);

### Shows
- SATA Rallye Açores City Show 2014 (Peugeot 207 S2000);
- Monster Energy Master Show S2000 2014 (Peugeot 207 S2000, Monza);

### Saisons
2016

- Classe R5 du Rallye Città di Bassano (Citroën DS3 R5);

2014

- Classe R2 du Rallye Régional Cathare (Peugeot 208 R2);
- Classe N4 du Rallye National de la Lys (Renault Mégane RS);

2012

- Classe 3 du Rally Islas Canarias - El Corte Inglés, sur Renault Mégane RS;
- Classe 5 du Rallye de Sibiu, sur Renault Clio R3 (6e au général, en Intercontinental Rally Challenge);

2011

- Classe N4 du Rallye Lyon-Charbonnières Rhône, sur Renault Mégane RS;

### Podiums
- - 2e du Rallye Jänner en 2015 (Peugeot 207 S2000) (ERC);
  - 2e du Rallye de Yalta en 2012 (Renault Mégane RS) (IRC);
  - 3e du Rallye de Chypre en 2015 (Citroën DS3 R5) (ERC).